# Gravegliaïta
La gravegliaïta és un mineral de la classe dels òxids. Rep el nom de la vall de Graveglia, a Itàlia, on es troba la seva localitat tipus.

## Característiques
La gravegliaïta és un òxid de fórmula química Mn2+SO₃·3H₂O. Cristal·litza en el sistema ortoròmbic.
Segons la classificació de Nickel-Strunz, la gravegliaïta pertany a «04.JE - Sulfits» juntament amb els següents minerals: hannebachita, orschallita i scotlandita.

## Formació i jaciments
Va ser descoberta a la mina Valgraveglia, a la localitat de Ne, dins la província de Gènova (Ligúria, Itàlia). També ha estat descrita a Schimpach, al districte de Diekirch (Luxemburg), i als monts Merelani, a la Regió de Manyara (Tanzània). Aquests tres indrets són els únics de tot el planeta on ha estat trobada aquesta espècie mineral.